# Marie Bloch
Marie Bloch (Lyon, 26 de julho de 1902 – Lyon, 1 de agosto de 1979) foi uma astrônoma e astrofísica francesa. Recebeu o Prêmio Lalande de 1960 da Académie des Sciences pelo conjunto de seu trabalho científico, principalmente na espectroscopia estelar.
Começou sua carreira científica como estagiária no Observatório de Lyon em 1920 e tornou-se assistente em 1926 e assistente de astrônomo em 1940. Especializada no estudo fotométrico e espectroscópico de estrelas variáveis e novas, observou pela primeira vez em 1934 com Jean Dufay as bandas de absorção de cianogênio no espectro da Nova Herculis.
Marie Bloch também desempenhou um papel significativo no desenvolvimento da Association française des observateurs d'étoiles variables.